# 후세인 빈 알리
후세인 빈 알리(1853년 ~ 1931년 6월 4일, 아랍어: الحسين بن علي الهاشمي)는 메카의 샤리프였다. 하심가의 아랍 지도자로서 그의 통치 말년인 1916년부터 1924년까지 오스만 제국으로부터 헤자즈의 독립을 위한 아랍 반란을 선포했던 그는 또한 간단히 이슬람의 지도자인 칼리프를 자처했다.

## 생애 초기
메카의 카타디드 족장의 일원으로 태어났다. 그는 급진적 성향을 띠었다는 이유로 1893년 그는 오스만제국 국가위원회에 조치로 이스탄불로 소환되었다. 그러나 1908년, 청년 투르크 혁명의 여파로, 그는 술탄 압둘 하미드 2세에 의해 메카의 샤리프로 임명되었다.

## 아랍 반란기
1916년, 아랍 독립을 위해 영국의 지원 약속을 받아 오스만제국과의 협력을 중단하고 술탄 칼리프를 비난하고, 오스만 제국에 대한 아랍 반란을 선언했다. 곧 반란의 발발 후 후세인은 자신을 아랍 국가의 왕으로 선언했다. 그러나, 연합군은 그를 헤자즈의 국왕으로만 인정하고 통일 아랍국의 국왕으로는 인정하지 않았다.

## 생애 후반
1차 세계 대전 중 후세인은 밸푸어 선언에 항의, 시리아, 이라크, 팔레스타인에서의 영국과 프랑스 위임통치령의 설립을 명시한 베르사유 조약의 비준을 거부 한 후, 1924년 3월 모든 무슬림의 칼리프로 스스로를 선언했다. 이 결과 연합국의 지원이 중단되었고, 이후 10월 이븐 사우드를 주축으로한 네지드 토후국과의 전쟁에서 패배에 직면, 퇴위하고 그의 장남 알리 빈 후세인에게 왕위를 이양했다. 그의 아들 파이살과 압둘라는 1921년 이라크와 트란스 요르단의 통치자로 임명되었다.

## 같이 보기
- 사우디아라비아
- 아랍 반란
- 헤자즈 왕국

## 참고 문헌
1. ↑  IRAQ – Resurgence In The Shiite World – Part 8 – Jordan & The Hashemite Factors APS Diplomat Redrawing the Islamic Map, Februari 14, 2005